# Gynoplistia subclavipes
Gynoplistia subclavipes är en tvåvingeart som beskrevs av Alexander 1924. Gynoplistia subclavipes ingår i släktet Gynoplistia och familjen småharkrankar. Inga underarter finns listade i Catalogue of Life.